# Perla del Pacífico
Perla del Pacífico es un subnombre usado por algunas ciudades costeras del océano Pacífico. Usado para referirse a la gran capacidad portuaria y sitio de recalado casi obligatorio para los barcos, antes de la apertura del Canal de Panamá. Posteriormente usado para ensalzar la belleza de su entorno geográfico principalmente sus playas y como promoción del turismo.
Principales ciudades que se han llamado la Perla del Pacífico (ordenadas de norte a sur):
- Ensenada de Todos Los Santos (México), desde fines del siglo xvii;
- Mazatlán (México), desde fines del siglo xix;
- Acapulco (México), desde principios del siglo xx;
- Puntarenas (Costa Rica), desde mediados del siglo xx;
- San Andrés de Tumaco (Colombia), desde principios del siglo xx;
- Guayaquil (Ecuador), desde mediados del siglo xvii;
- la Bahía de Chimbote (Perú), desde principios del siglo xx hasta antes de los años 1960;
- Callao (Perú), desde los inicios del Virreinato del Perú, el siglo xv (1542);
- Mejía (Perú), desde principios del siglo XXI.

Otras denominaciones similares son Perla del Oriente para referirse a Filipinas, Hong Kong, Tuxpan (México), así como a Siria y a Chiquimula, Guatemala.
El término Perla del Caribe se utiliza en conjuntos (las tres perlas) para las ciudades de Cartagena de Indias, Barranquilla y Santa Marta en Colombia, la isla de Margarita en Venezuela, la isla de Puerto Rico y la isla de Cuba. 
El término Perla del Atlántico se usa para hacer referencia a la ciudad de Mar del Plata, Argentina.